# 普埃尔托拉斯
普埃尔托拉斯，是西班牙阿拉贡自治区韦斯卡省的一个市镇。总面积100平方公里，总人口214人（2001年），人口密度2人/平方公里。